# Мацуяма Хідекі
Мацуяма Хідекі (яп. 松山 英樹) — японський гольфіст, переможець турніру Мастерз 2021 року, олімпійський медаліст, дворазовий чемпіон Універсіади.
Мацуяма — перший японський гольфіст, якому підкорився мейджор.
Бронзову олімпійську медаль Мацуяма виборов на Паризькій олімпіаді 2024 року.